# 広小路夏まつり

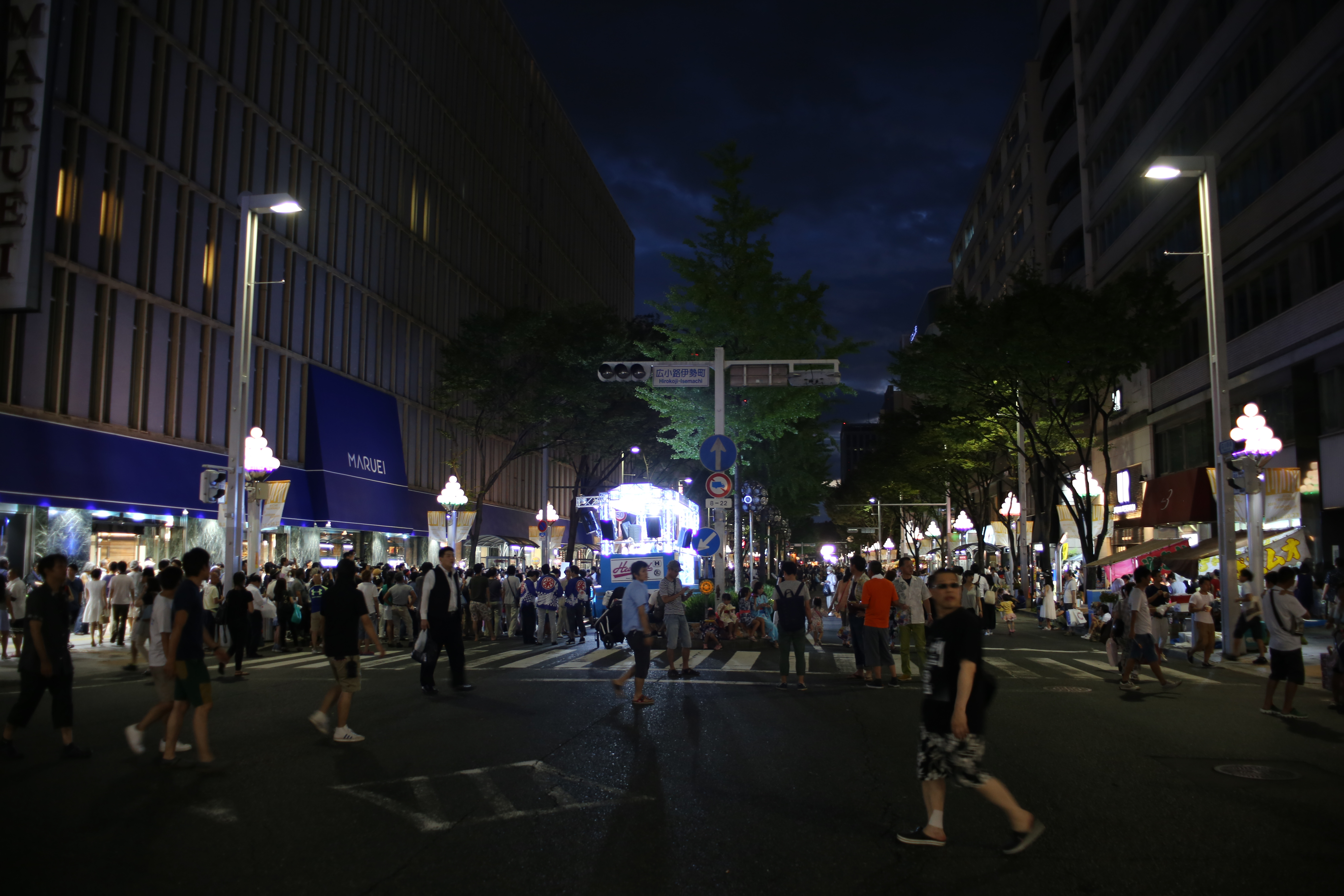
祭りの様子（2016年8月）

広小路夏まつり（ひろこうじなつまつり）は、愛知県名古屋市中区の広小路通りで行われる祭り。毎年8月の第3土曜・日曜に行われる名古屋の夏の風物詩。主催は広小路夏まつり実行委員会(栄町商店街・広小路商店街)。

## 由来
朝日神社の祭礼に由来する。今の形式になったのは戦後になってから。

## 内容
17時から21時まで広小路通りが歩行者天国になり、音楽隊・山車・昇竜みこしのパレードのほか、三越号など、百貨店もパレードに参加する。また、阿波踊りや沖縄エイサーなど、様々な踊りが披露される。また、沿道各所にステージや企業ブースが設けられライブやイベントが行われる。
- 名古屋打ち水大作戦
地球温暖化や、都市のヒートアイランド現象に対する市民の意識を高めようと、2004年（平成16年）から名古屋市が始めた行事。市内各所の商店街でも実施されるが、広小路通りをメイン会場として広小路夏まつりの際に行われている。